# Euglenider
Euglenider (klassen Euglenoidea) är en grupp encelliga organismer som har flageller. De är vanliga i sötvatten, särskilt de som innehåller mycket organiskt material. Det finns också ett fåtal som lever i havet eller inne i andra organismer. De särskiljs genom små remsor som hålls på plats av mikrotubuli strax under cellmembranet. Dessa formar tillsammans ett ganska tjockt skikt, som ger organismen (cellen) dess form. Detta skikt kan vara stelt, mjukt eller något däremellan. Om det är mjukt kan eugleniden utföra en sorts ryckiga rörelser. Många euglenider har kloroplaster, medan andra är färglösa. 
Många färglösa euglenider livnär sig genom att sluka bakterier, mindre flagellater och liknande. De har en mekanism av mikrotubuli med vars hjälp de kan dra in mindre organismer in i sig själva, omslutna i en bubbla av euglenidens eget membran. Här upplöses den slukade organismen och blir till näring för eugleniden. 
En typisk euglenid har en välutvecklad flagell i framänden. Flagellen är vanligtvis stel, och slår endast ute i änden. Den har sitt fäste inne i en liten hålighet (inbuktning) i cellen. Det är också vanligt att det finns ytterligare en flagell, som är fästad bredvid den välutvecklade, och är så liten att den inte ens når ut ur håligheten. 

Schematisk teckning av arten Euglena viridis

Man tänker sig att eugleniderna fick kloroplaster genom att en slukad grönalg överlevde inne i eugleniden och att de båda organismerna förändrades så att de kunde samarbeta. Kloroplasterna avgränsas av tre membranskikt och innehåller klorfyll a och klorofyll b, som gör att de har en intensivt grön färg. Energilagringen sker hos många arter i små korn av kolhydraten paramylon, som förekommer endast i hos euglenider. 
De flesta färgade euglenider har ett slags synsinne. Det består av ljuskänsliga molekyler nära den större flagellens fäste. Strax vid sidan av dessa finns en fläck av ett rött pigment som skuggar ljusdetektorerna, den kallas ’’stigma’’. Skuggningen från ena sidan gör att synsinnet har viss riktningskänslighet. Många euglenider tenderar att röra sig i riktning mot ljuset. 
Gruppen euglenider definierades 1884 av zoologen Otto Bütschli som en ordning Euglenoidea bland flagellaterna. Botanisterna såg den som en division/fylum (Euglenophyta) bland algerna. Denna dubbla systematiska placering behölls tills gruppen flagellater delades upp i flera. Båda namnen används fortfarande, men taxonet Euglenoidea begränsas ofta till de arter som är nära besläktade med släktet Euglena. 

## Några släkten
- Euglena
- Peranema
- Heteronema
- Petalomonas
- Entosiphon